# Grande Armata
La Grande Armata (in francese Grande Armée) fu l'esercito che l'imperatore Napoleone Bonaparte creò nel 1804 e che schierò, a partire dalla campagna dell'anno successivo, per affrontare le monarchie continentali raggruppate nelle successive coalizioni antifrancesi.
Molto agguerrita e combattiva, temuta dai suoi avversari, guidata personalmente dall'imperatore e dai suoi prestigiosi marescialli, la Grande Armata ottenne una serie di schiaccianti vittorie in Germania, Austria, Polonia e Spagna, che consentirono di estendere i confini del dominio francese dalla penisola iberica al fiume Niemen.
La Grande Armata fu quasi totalmente distrutta durante la campagna di Russia del 1812. La perdita pressoché totale della cavalleria e la scomparsa di decine di migliaia di ufficiali, sottufficiali e soldati veterani, impedì che i successivi eserciti di Napoleone, costituiti prevalentemente da coscritti giovani e inesperti, raggiungessero la sua efficienza, il suo affiatamento e la sua potenza militare.
Protagonista dell'epopea delle guerre napoleoniche, la Grande Armata mantiene ancora una reputazione leggendaria nella storia.

## La Grande Armée

### Organizzazione
Dopo il trattato di Lunéville (1801), Bonaparte iniziò a epurare l'esercito allontanandone gli elementi che riteneva deboli, affaticati, esausti o sospetti. Molti ufficiali furono avvicendati e i soldati con almeno quattro campagne all'attivo poterono accedere al congedo. In sostanza Napoleone mise in atto una vera e propria rivoluzione all'interno dei suoi eserciti, il che portò a riformare circa un ottavo dell'effettivo. Dal 1801 al 1805, Napoleone ebbe a disposizione cinque anni durante i quali riorganizzò le sue milizie affinché nascesse un esercito numeroso ed efficiente che avrebbe preso il nome di Grande Armée; al contempo ebbe modo di riflettere su come far operare sul campo efficacemente tale armata. Per la prima volta nel 1805 l'esercito francese fu posto sotto il comando di un unico generale.
Un elemento che creò attorno all'Imperatore grande entusiasmo fu la concreta valorizzazione delle ambizioni personali dei soldati tramite promozioni per meriti conquistati in battaglia e la concessione di decorazioni importanti come la prestigiosa Legion d'onore. Inoltre, i soldati che avevano combattuto per la Francia furono costantemente onorati dallo Stato e, anche quando possedessero un grado minimo di istruzione, non fu loro preclusa la carriera militare. Furono attuate norme tra le più moderne dell'Europa dell'epoca a favore dei veterani, in base alle quali coloro che fossero stati feriti avrebbero avuto l'opportunità di essere alloggiati agli Invalides. Agli orfani e alle vedove fu riconosciuto il diritto all'assistenza statale, e ai feriti una pensione.

### La coscrizione obbligatoria
Al fine di aumentare i soldati e poter così infoltire l'esercito Napoleone fece ampio ricorso alla coscrizione obbligatoria estendendola a tutti i paesi occupati. Furono dapprima richiamate le classi tra i diciotto e i quarant'anni, ma poi verso la fine del conflitto si passò anche ad arruolare classi più giovani, i cosiddetti Marie-Louise.
La coscrizione obbligatoria, già in vigore ai tempi del Direttorio, andava a superare la vecchia concezione del militare inteso come mercenario dei tempi dell'Ancien Régime. Il modello di soldato nato da questa riforma era differente: non più un uomo istruito alla guerra professionalmente, ma un cittadino chiamato a difendere o a combattere per la propria patria. La recluta, chiamata al fronte, si mescolava con veterani e da questi imparava i rudimenti delle tattiche belliche.
Il reclutamento delle truppe avveniva secondo la legge che obbligava al servizio militare tutti i francesi maschi che avessero un'età compresa tra i venti e i venticinque anni. La legge non risparmiò la leva neppure agli uomini sposati e ai vedovi, fino a una modifica delle regole della coscrizione che nel 1808 accordò loro l'esenzione; da questa data in poi il numero dei matrimoni precoci aumentò a dismisura.
Numerosi furono i casi di diserzione all'indomani dell'introduzione dell'arruolamento obbligatorio nei territori dell'Impero, in particolare in quelle regioni che già precedentemente erano prive di tradizioni militari.
L'ostilità alla coscrizione obbligatoria, nonostante un certo successo iniziale nella chiamata alle armi di volontari, assorbì molte energie dell'Impero francese. Si dovette pertanto ricorrere all'arruolamento forzato e alle amnistie verso coloro che non si presentavano immediatamente. Si ricorse inoltre al trasferimento dei compiti di reclutamento ai prefetti e ai sottoprefetti francesi che sostituirono in questo compito le amministrazioni locali.

## Fanteria

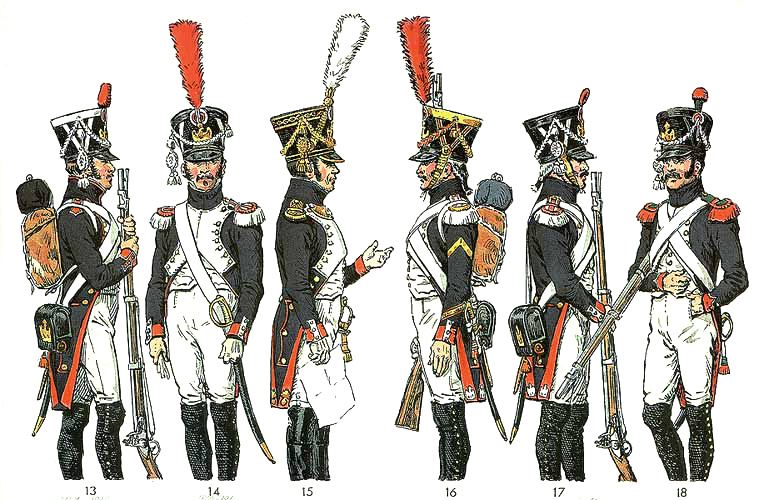
Uniformi della fanteria della Grande Armata nel periodo 1807-1815

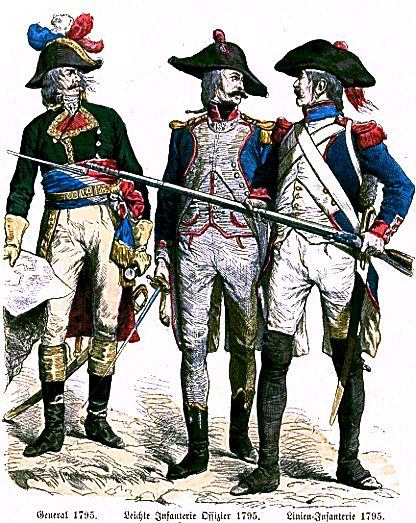
Uniformi della fanteria della Grande Armata nel periodo 1805-1807

La fanteria sopportò il peso maggiore dei combattimenti, e il suo comportamento determinò la maggior parte delle vittorie di Napoleone. Caratterizzata da grande combattività e vigore negli assalti la fanteria napoleonica era molto temuta per la sua irruenza offensiva e gli avversari parlavano di "furia francese". I soldati francesi erano particolarmente adatti ai grandi assalti alla baionetta e anche al combattimento in ordine sparso con il fuoco di fucilieria; intelligente e intraprendente il soldato di fanteria francese dava prova di iniziativa e di notevole coraggio, e in generale i reparti di fanteria erano superiori agli avversari delle altre nazioni. Meno solido si dimostrò a volte nel combattimenti difensivi e i soldati francesi, impetuosi negli assalti e rapidi e resistenti nelle marce, capaci di sopportare i grandi sacrifici richiesti dalla strategia napoleonica, erano invece più facili a demoralizzarsi in situazioni negative dei fanti britannico o russo.
La fanteria napoleonica era suddivisa in due principali corpi, la fanteria di linea (Infanterie de Ligne) e la fanteria leggera (Infanterie Légère). Nell'Armée francese del 1803 esistevano 90 reggimenti di fanteria di linea e 26 reggimenti di fanteria leggera. Tra il 1813 e il 1814 i reggimenti di fanteria di linea erano diventati 137 (numerati da 1 a 157), mentre i reggimenti di fanteria leggera 35 (numerati da 1 a 37). Durante la battaglia di Waterloo furono invece 90 i reggimenti di fanteria di linea e 15 i reggimenti di fanteria leggera impiegati. I successi della fanteria sono da ascriversi principalmente agli schemi di battaglia, al grande impeto dimostrato negli scontri e soprattutto alla velocità di marcia che permetteva alle truppe di portarsi in battaglia occupando rapidamente le posizioni migliori.
Nonostante la fanteria di linea sostenesse la più parte degli sforzi della fanteria della Grande Armée, e ne costituisse la maggior parte, la fanteria leggera (Infanterie Légère) giocò un ruolo ugualmente importante; i reggimenti di fanteria leggera tuttavia non furono mai più di 35, anche perché le truppe di linea ne potevano eseguire le medesime manovre, incluse le scaramucce.
Napoleone aveva ripristinato la nozione di reggimento il 24 settembre 1804, mentre la nozione di demi-brigade in uso durante la Rivoluzione francese era ora usato solo per le unità provvisorie di truppa e le unità di deposito.

## Cavalleria napoleonica

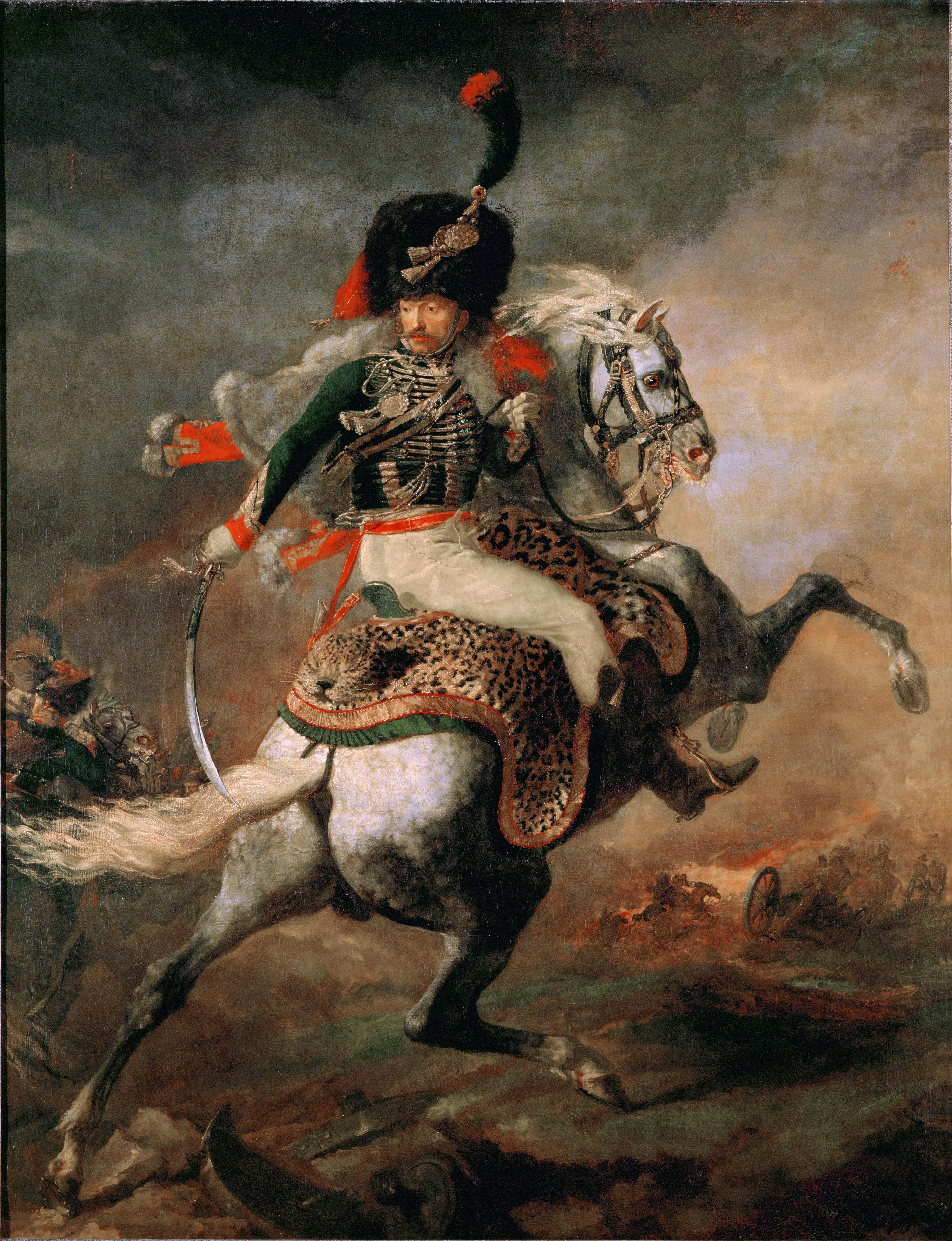
Le Chasseur de la garde, dipinto dell'artista francese Théodore Géricault

Ai tempi dell'Ancien Régime la cavalleria era costituita da piccoli reparti aggregati alle grandi Divisioni di fanteria. Napoleone decise allora di creare importanti reparti di cavalleria che potessero agire autonomamente costituendoli in Divisione. Napoleone decise quindi per decreto di staccare quasi tutti i reparti di Cavalleria aggregati alle divisioni di fanteria e di costituire nuove Divisione esclusivamente di cavalleria. Fu quindi abbandonato il principio delle divisioni pluriarma. Queste nuove divisioni furono affidate al comando di Gioacchino Murat e già nel 1806 costituivano ben due corpi d'armata.
La cavalleria costituiva circa un quinto o un sesto dell'intera Grande Armée. Un reggimento di cavalleria era composto da 800-1200 uomini ed era strutturato su tre o quattro squadroni di due compagnie ciascuno, più elementi di supporto. La prima compagnia di ogni squadrone era sempre designato come di élite, in cui si presume confluissero i migliori uomini e i migliori cavalli. Ogni compagnia aveva un effettivo di 3 ufficiali, 4 sottufficiali, 4 brigadieri, 74 cavalieri e un trombettiere. Ogni compagnia era comandate da un capitano. Il capitano più anziano esercitava, inoltre, la funzione di caposquadrone. Queste cifre variavano leggermente in base al tipo di unità. Allo scoppio della Rivoluzione francese, la cavalleria patì enormemente la perdita degli ufficiali aristocratici ricchi di esperienza ancora leali alla corona dell'Ancien Régime. Di conseguenza, la qualità della cavalleria francese si abbassò drasticamente. Napoleone ricostituì la specialità, rendendola una delle più agguerrite del mondo. Fino al 1812 essa fu invitta in ogni importante scontro a livello reggimentale.

## Guardia Imperiale
La Guardia Imperiale nacque durante la rivoluzione francese come Guardia del Direttorio, poi si trasformò in Guardia consolare per intervento di Napoleone con decreto del 28 novembre 1799. Quando il 10 maggio 1804 Napoleone assunse il titolo di Imperatore la Guardia consolare si trasformò in Guardia Imperiale e fu poco a poco espansa fino a comprendere numerose specialità sia di Fanteria, sia di Cavalleria. Nel 1809 la Guardia Imperiale era composta dalla Vecchia Guardia (erede della ex-Guardia consolare), dalla Media Guardia e dalla Giovane Guardia divenendo di fatto un esercito privato all'interno dell'esercito nazionale. La Guardia Imperiale era caratterizzata da devozione e fedeltà assoluta a Napoleone e i quadrati di quest'ultima si posero ad estrema difesa dell'Imperatore il giorno della Battaglia di Waterloo.

## Contingenti stranieri nella Grande Armata

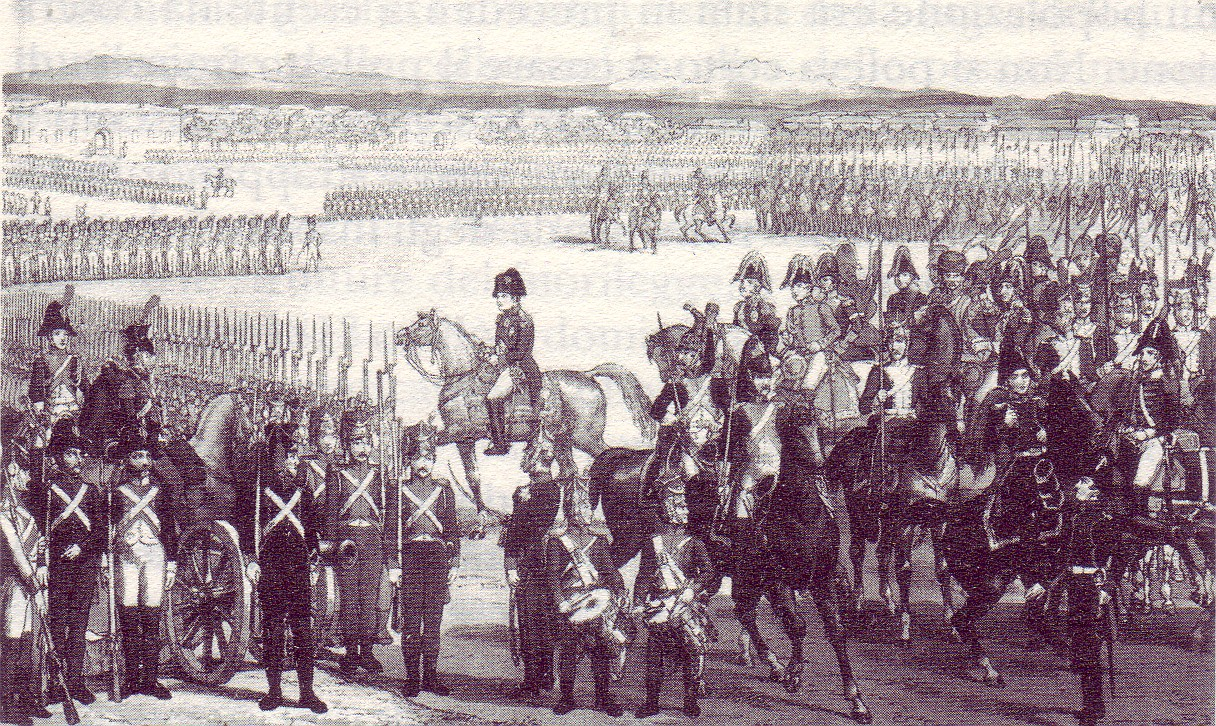
Napoleone passa in rivista i volontari italiani e polacchi a Montichiari 10 giugno 1805

I Contingenti stranieri, nel corso delle Guerre napoleoniche, contribuirono in maniera sempre più determinante alla formazione della Grande Armée francese, tanto che nel corso della campagna di Russia i soldati stranieri equivalevano quelli francesi per numero. Molte armate europee del tempo reclutarono milizie e volontari stranieri e il Primo Impero francese non fece eccezione. Quasi tutte le nazionalità europee furono rappresentate nei ranghi della Grande Armée.
A tal proposito riportiamo di seguito l'elenco delle nazionalità degli oltre 600.000 uomini che servirono Bonaparte nella campagna di Russia del 1812:
- 300.000 uomini arruolati tra Francia e Paesi Bassi;
- 95.000 reclutati in Polonia;
- 50.000 italiani;
- 24.000 reclutati in Baviera;
- 20.000 Sassoni;
- 20.000 provenienti dalla Prussia;
- 35.000 Austriaci;
- 35.000 croati;
- 17.000 provenienti dalla Vestfalia;
- 15.000 svizzeri;

## La Grande Armata nella storia
(Affermazione del maresciallo Auguste Marmont)
(Estratto da una lettera di un fuciliere della Guardia ai genitori prima della campagna di Russia)

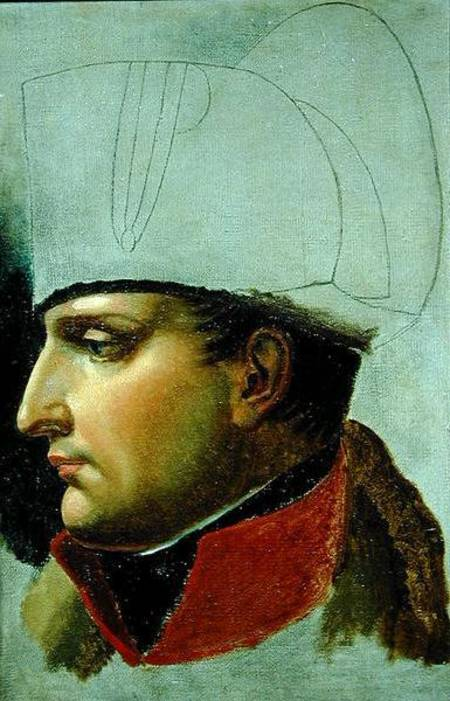
Napoleone Bonaparte, imperatore dei francesi e comandante in capo della Grande Armata

L'esercito francese assunse per la prima volta l'appellativo di «Grande Armata» nell'agosto 1805, su indicazione dell'imperatore dopo l'abbandono dei piani di sbarco in Inghilterra e dopo la decisione di trasferire le truppe dal campo di Boulogne, denominate originariamente "Armata d'Inghilterra", al fronte del Reno e del Danubio per affrontare gli eserciti della Terza coalizione. I soldati della Grande Armata dimostrarono la loro sorprendente rapidità di marcia, la loro combattività e resistenza alle fatiche durante la guerra della Terza coalizione; nonostante grandi difficoltà materiali, scarsi mezzi e il clima rigido, la Grande Armata diede, sotto la guida di Napoleone, una schiacciante dimostrazione della sua superiorità con la marcia dalla Manica al Danubio, con la manovra di Ulma, con l'avanzata su Vienna e con la grande vittoria di Austerlitz.
La Grande Armata rimase accantonata nella Germania meridionale dopo la vittoria e nell'ottobre 1806 poté intervenire rapidamente contro la Prussia che aveva dato vita insieme alla Russia alla Quarta coalizione; le truppe francesi diedero una nuova dimostrazione di potenza bellica. In una settimana Napoleone poté concentrare i corpi della Grande Armata e sbaragliare completamente l'esercito prussiano nella battaglia di Jena. I soldati francesi marciarono con rapidità e precisione, nonostante la consueta disorganizzazione logistica, e sul campo di battaglia diedero prova di una chiara superiorità tattica di fronte all'antiquato esercito nemico. La successiva fase di inseguimento, condotta con grande energia dai luogotenenti dell'imperatore, mise a dura prova la resistenza delle truppe, ma al termine delle operazioni, la Grande Armata aveva distrutto o catturato l'esercito prussiano e Napoleone era entrato a Berlino.

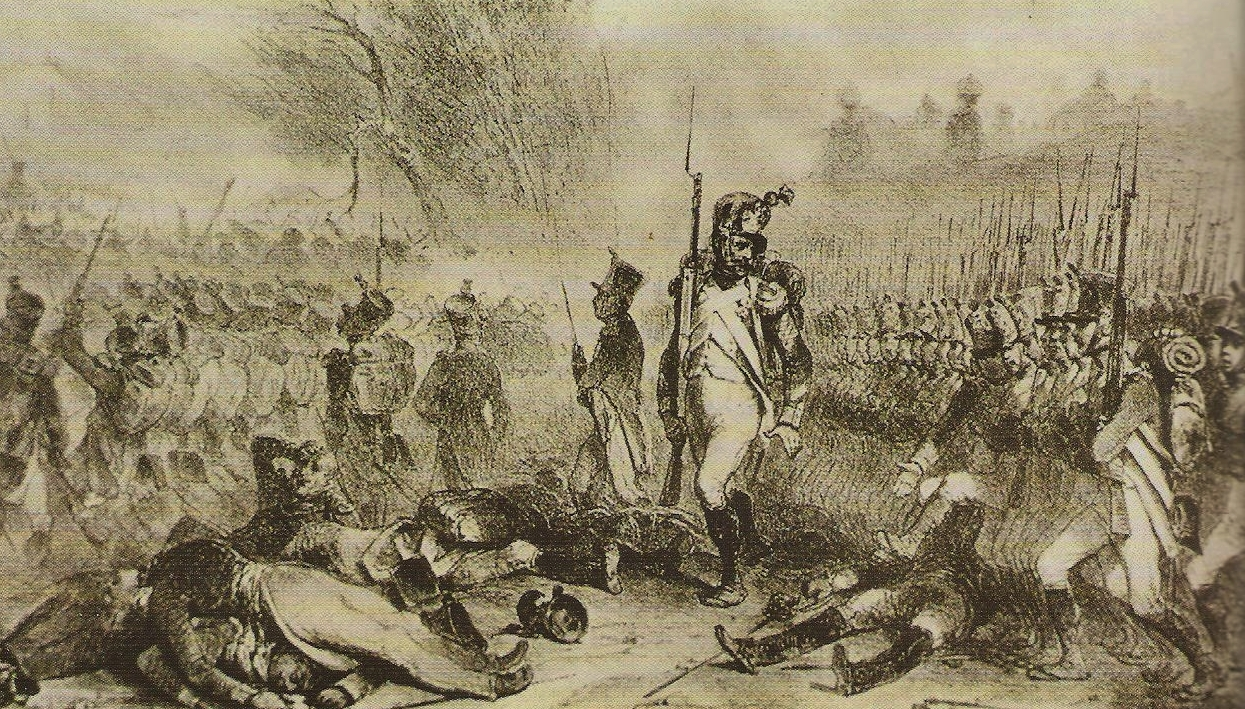
Fanteria di linea francese all'assalto

Tuttavia la guerra non era finita; l'esercito russo era in avvicinamento per soccorrere la Prussia e la Grande Armata, dopo essere avanzata in Polonia fino alla Vistola, dovette combattere una difficile campagna d'inverno che per la prima volta mise in difficoltà le truppe francesi e mostrò le disastrose carenze logistiche che provocarono le sofferenze dei soldati e la disorganizzazione dei reparti. Alla battaglia di Eylau, combattuta sotto una tempesta di neve, la Grande Armata si trovò in grave difficoltà e il VII corpo venne distrutto negli scontri e dovette essere ufficialmente sciolto. Napoleone fu costretto a sospendere le operazioni e procedere nella primavera 1807 a una completa riorganizzazione della Grande Armata e a una militarizzazione dei servizi di retrovia per migliorarne l'efficienza. Dopo la ripresa delle operazioni nel giugno 1807, Napoleone vinse la decisiva battaglia di Friedland dove la Grande Armata combatté con valore e abilità; l'artiglieria per la prima volta venne impiegata dall'imperatore concentrata in grandi batterie che inflissero pesanti perdite al nemico. La pace di Tilsit sanzionò la vittoria francese ed estese il dominio napoleonico fino ai confini dell'Impero russo.
Ufficialmente la Grande Armata, che dopo i Trattati di Tilsit del luglio 1807 era rimasta acquartierata sul territorio prussiano, venne sciolta una prima volta il 12 ottobre 1808, quando venne riportata a ovest dell'Elba in preparazione della campagna di Napoleone in Spagna. Nella penisola iberica si trasferirono quindi una parte dei corpi d'armata mentre il maresciallo Louis Nicolas Davout rimase in Germania meridionale con due corpi d'armata riorganizzati nella "Armata del Reno". Nella primavera del 1809 Napoleone ricostituì la Grande Armata in Germania per affrontare la Quinta coalizione: oltre ai corpi del maresciallo Davout vennero accorpati nuovi reparti di coscritti, truppe straniere e la Guardia imperiale richiamata dalla Spagna.
Dopo la vittoria l'imperatore lasciò sul posto la "Armata di Germania" al comando del maresciallo Davout, inviò rinforzi in Spagna e riorganizzò il campo di Boulogne dove furono costituiti nuovi reparti; per la campagna di Russia del 1812 l'imperatore organizzò la Grande Armata raggruppando le truppe del maresciallo Davout già schierate sull'Oder, i nuovi reparti provenienti da Boulogne, i contingenti stranieri e l'Armata d'Italia.
Protagonista delle campagne vittoriose dell'imperatore, la Grande Armata guadagnò una grande reputazione in Europa; nel 1805 era l'esercito migliore del mondo. Fino alla sua distruzione nel corso della campagna di Russia, era molto temuta dai suoi avversari. In realtà la caratteristica organizzativa più rilevante della Grande Armata, nonostante la sua immagine esteriore di potenza e invincibilità, era la sua estemporaneità. Infatti qualsiasi cosa, sia si parli della strategia di guerra, sia si parli della preparazione degli uomini, era improvvisata. Per Napoleone l'addestramento e la preparazione degli uomini erano pressoché inutili.
Napoleone rimase sempre fedele ai metodi della rivoluzione, la quale insegnava che addestrare meccanicamente gli uomini non era indispensabile. Le nuove leve non ricevevano un addestramento formale, la vera esperienza il soldato doveva acquistarla sul campo. La Grande Armée di Napoleone basava la propria forza sull'amalgama tra i vecchi soldati esperti delle precedenti campagne e nuovi coscritti che venivano subito immessi nei ranghi e si addestravano direttamente sul campo di battaglia. Inoltre i quadri degli ufficiali e dei sottufficiali, provenienti dai ranghi inferiori, erano formati da uomini giovani e coraggiosi che aspiravano al successo materiale e all'elevazione sociale consentita dal sistema della promozione per merito. I soldati della Grande Armata per gran parte della vicenda napoleonica mantennero un alto morale, grande combattività, senso di superiorità nei confronti degli eserciti mercenari dell'antico regime; sotto la guida del "rapato", il soprannome con cui i grognards (i "brontoloni") indicavano Napoleone, estesero in pochi anni il confine del "Grande Impero" dalla penisola iberica al Niemen.

## Comandanti della Grande Armata nel 1805
I comandanti dei corpi d'armata della Grande Armata all'inizio della campagna del 1805

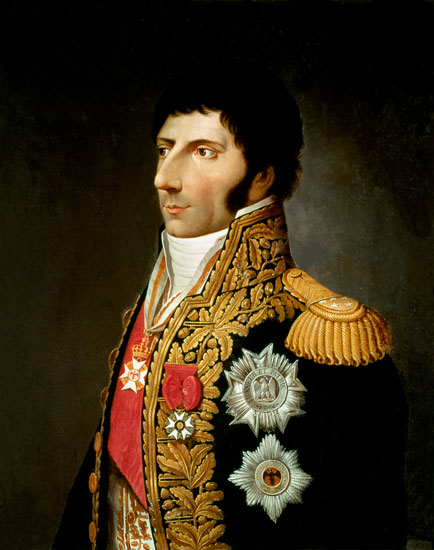
I corpo d'armata, maresciallo Jean-Baptiste Bernadotte
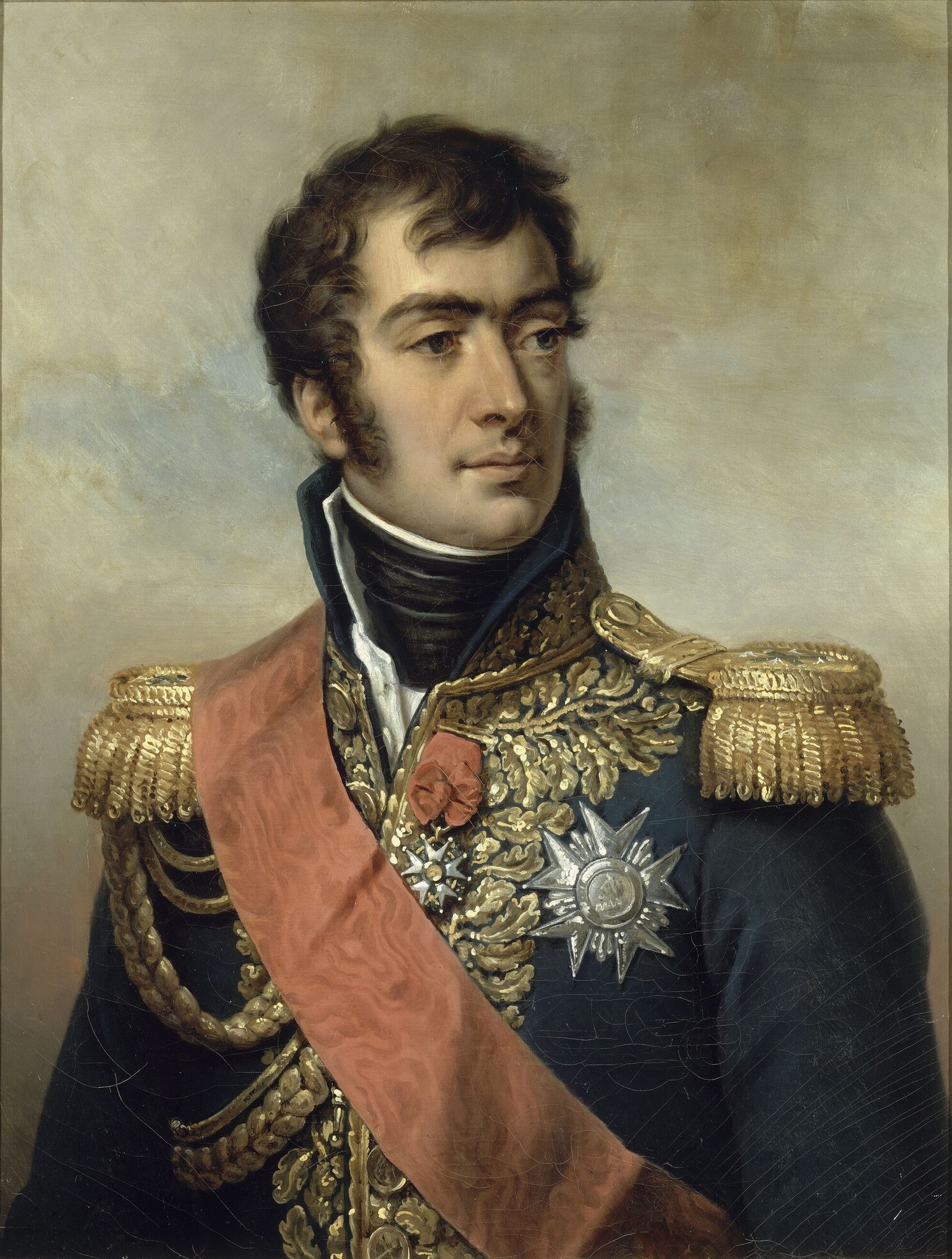
II corpo d'armata, generale Auguste Marmont
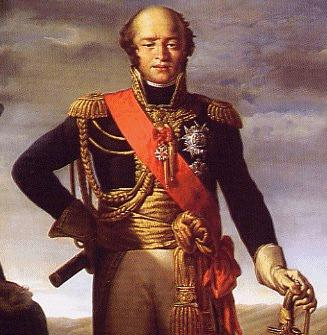
III corpo d'armata, maresciallo Louis Nicolas Davout
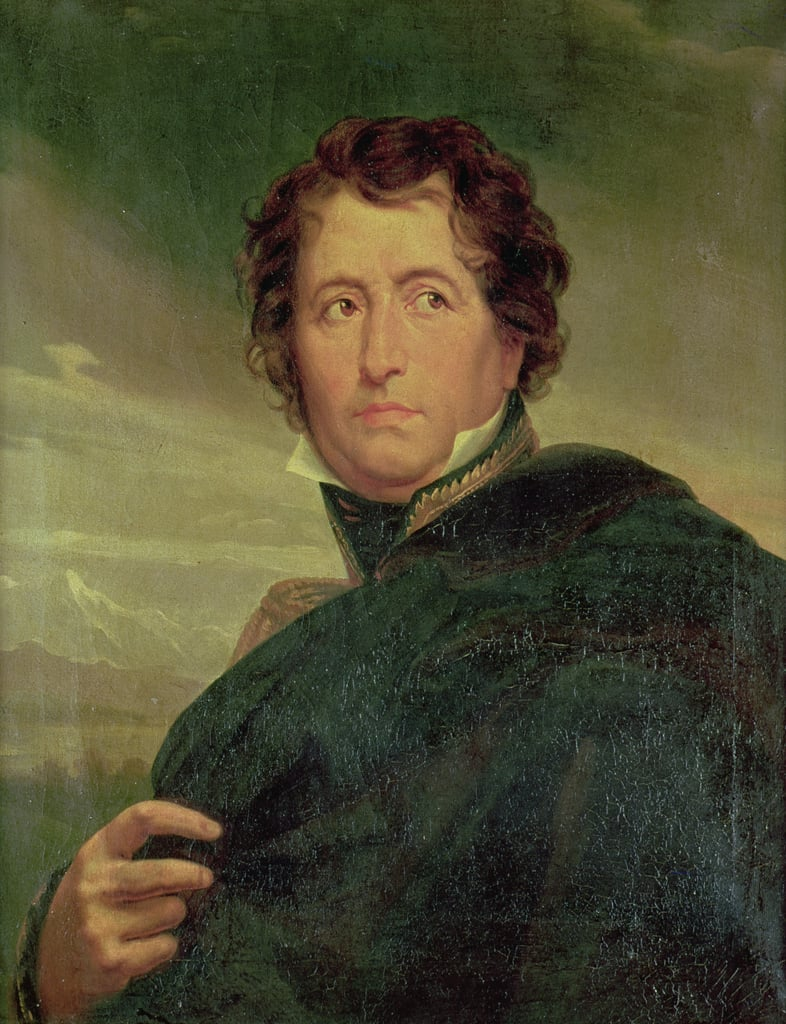
IV corpo d'armata, maresciallo Nicolas Soult
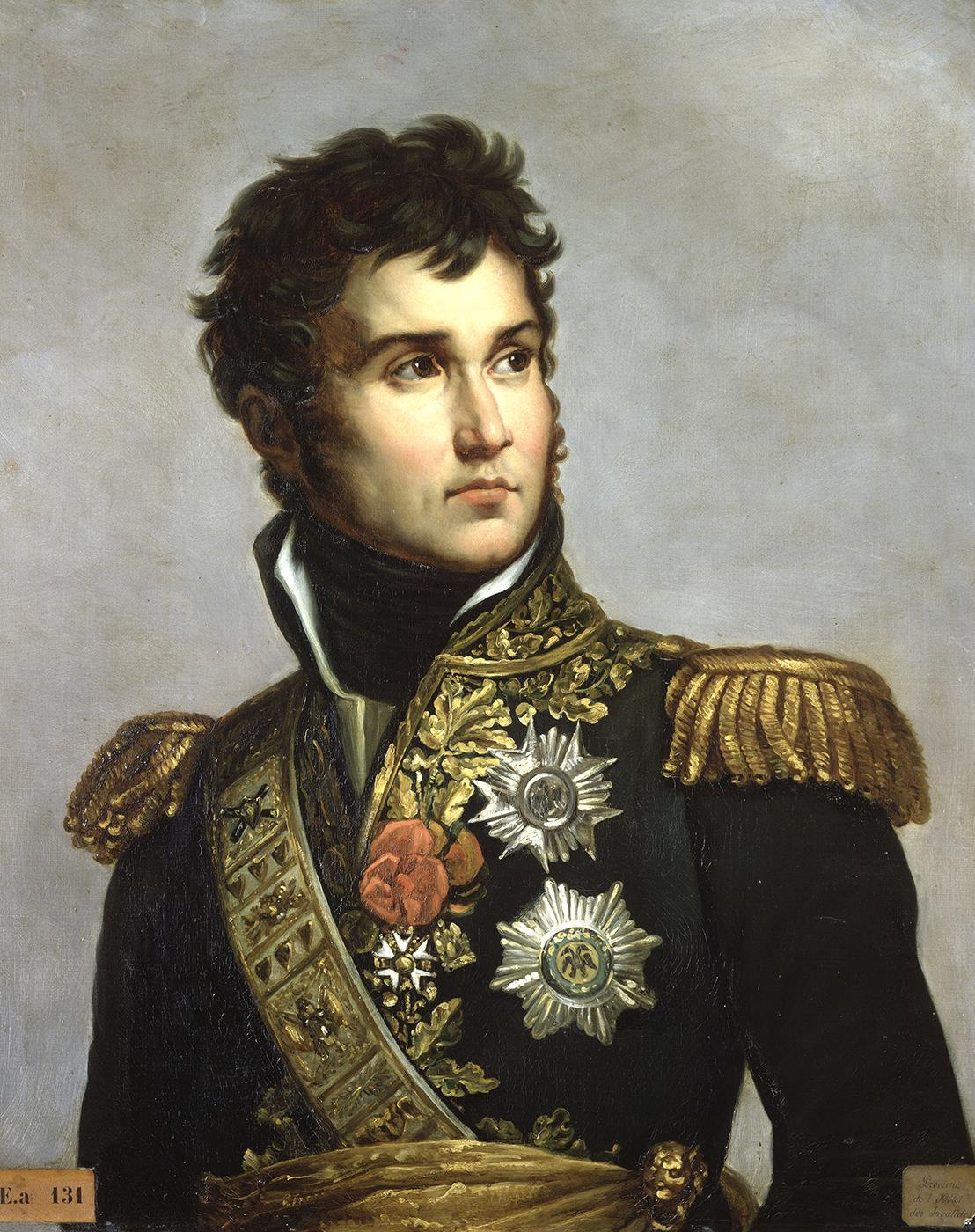
V corpo d'armata, maresciallo Jean Lannes
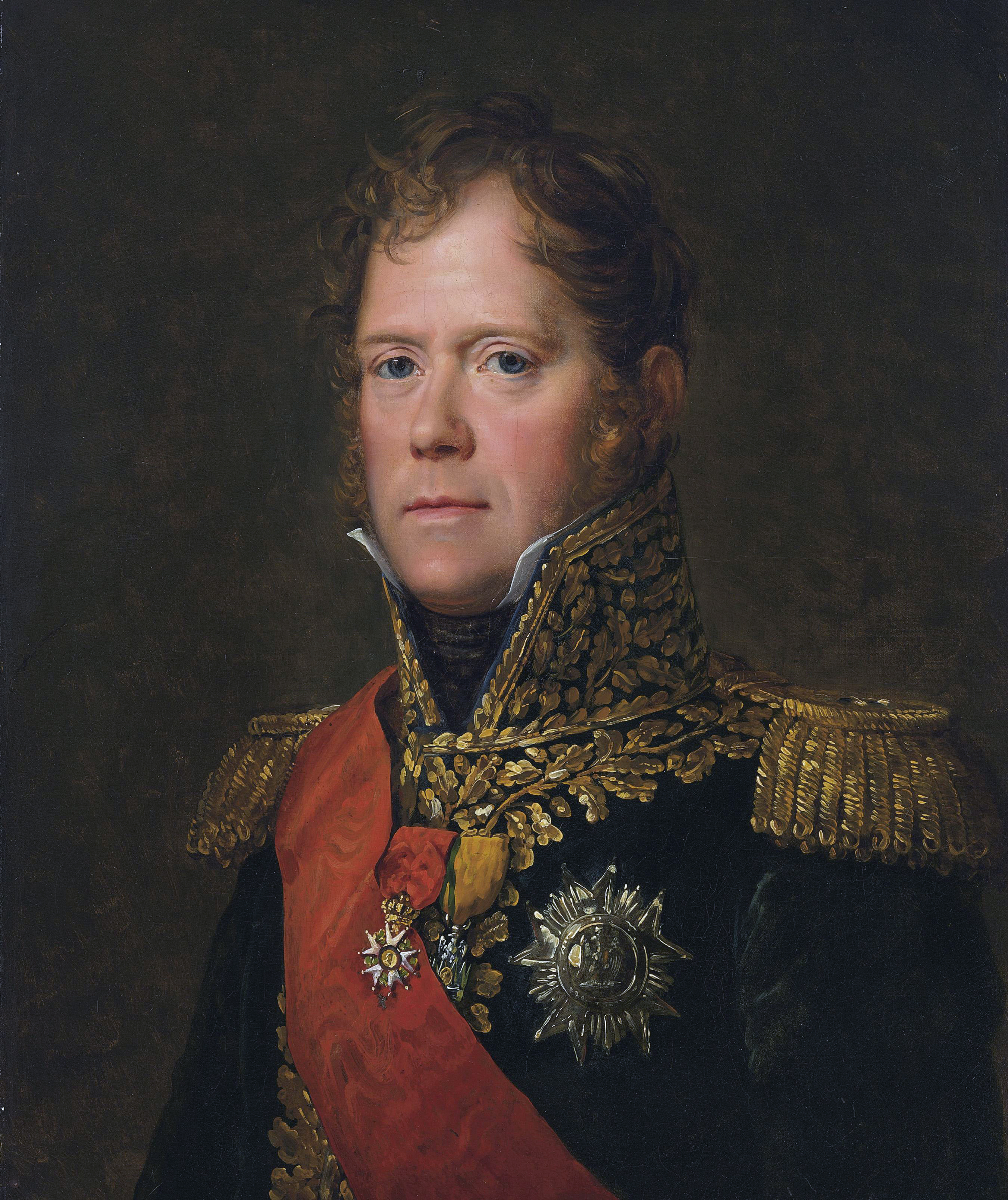
VI corpo d'armata, maresciallo Michel Ney
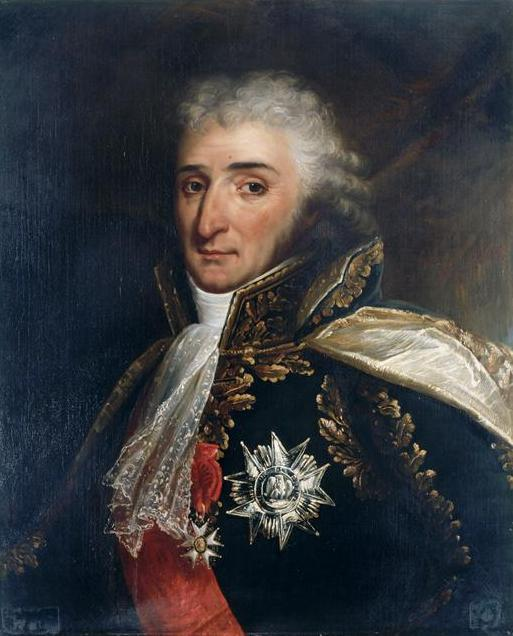
VII corpo d'armata, maresciallo Pierre Augereau
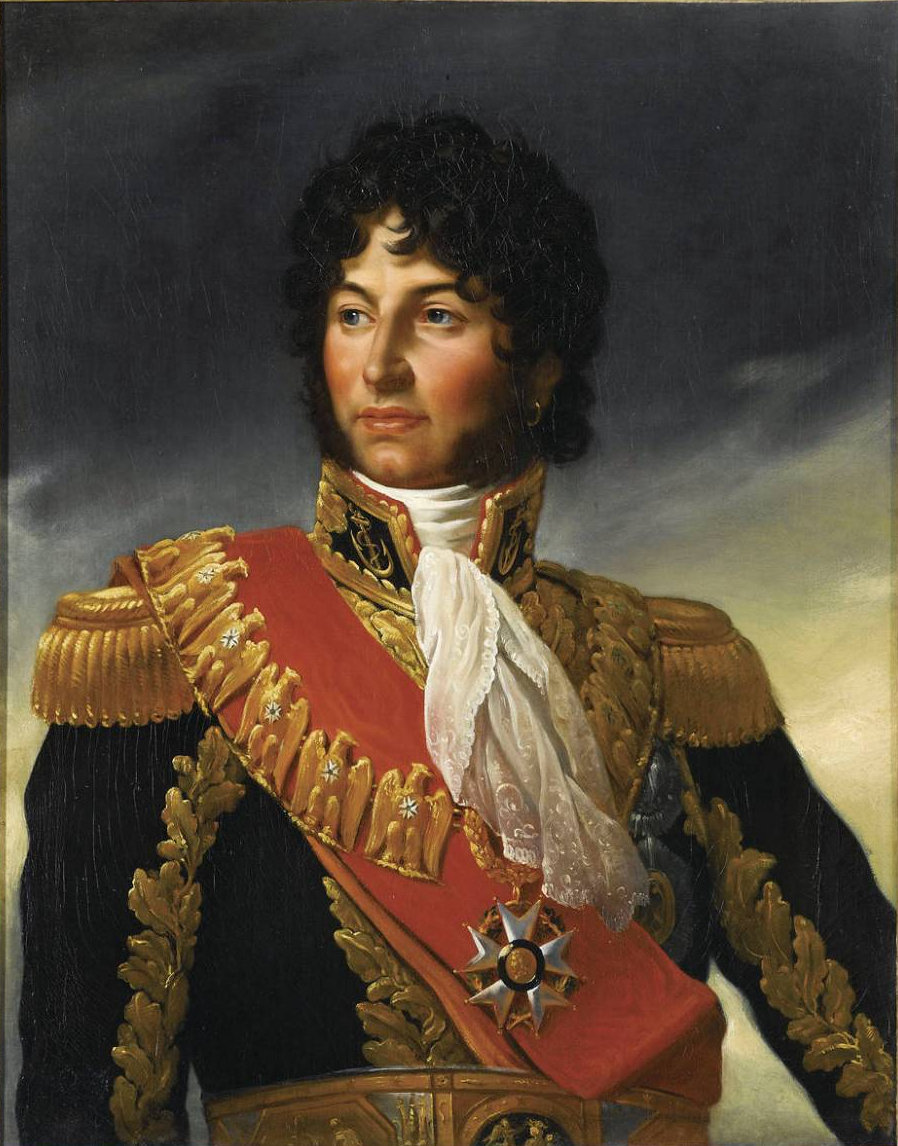
Riserva di cavalleria, maresciallo Gioacchino Murat

## Comandanti della Grande Armata nel 1812
I comandanti dei corpi d'armata della Grande Armata all'inizio della campagna di Russia. Tra i comandanti originari, nel 1812, il maresciallo Bernadotte era divenuto Principe ereditario di Svezia, i marescialli Soult e Marmont erano impegnati in Spagna e il maresciallo Lannes era morto a seguito delle ferite riporta durante la battaglia di Aspern-Essling del 21 maggio 1809.

### Forze di prima linea

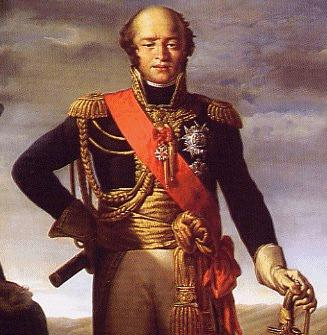
I corpo d'armata, maresciallo Louis Nicolas Davout
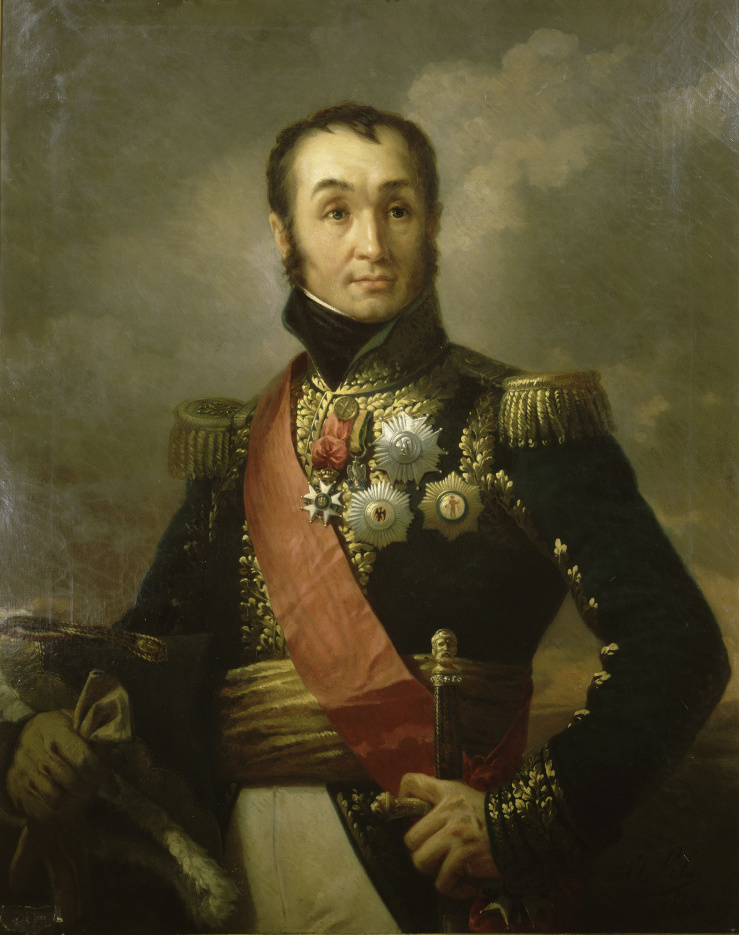
II corpo d'armata, maresciallo Nicolas Oudinot
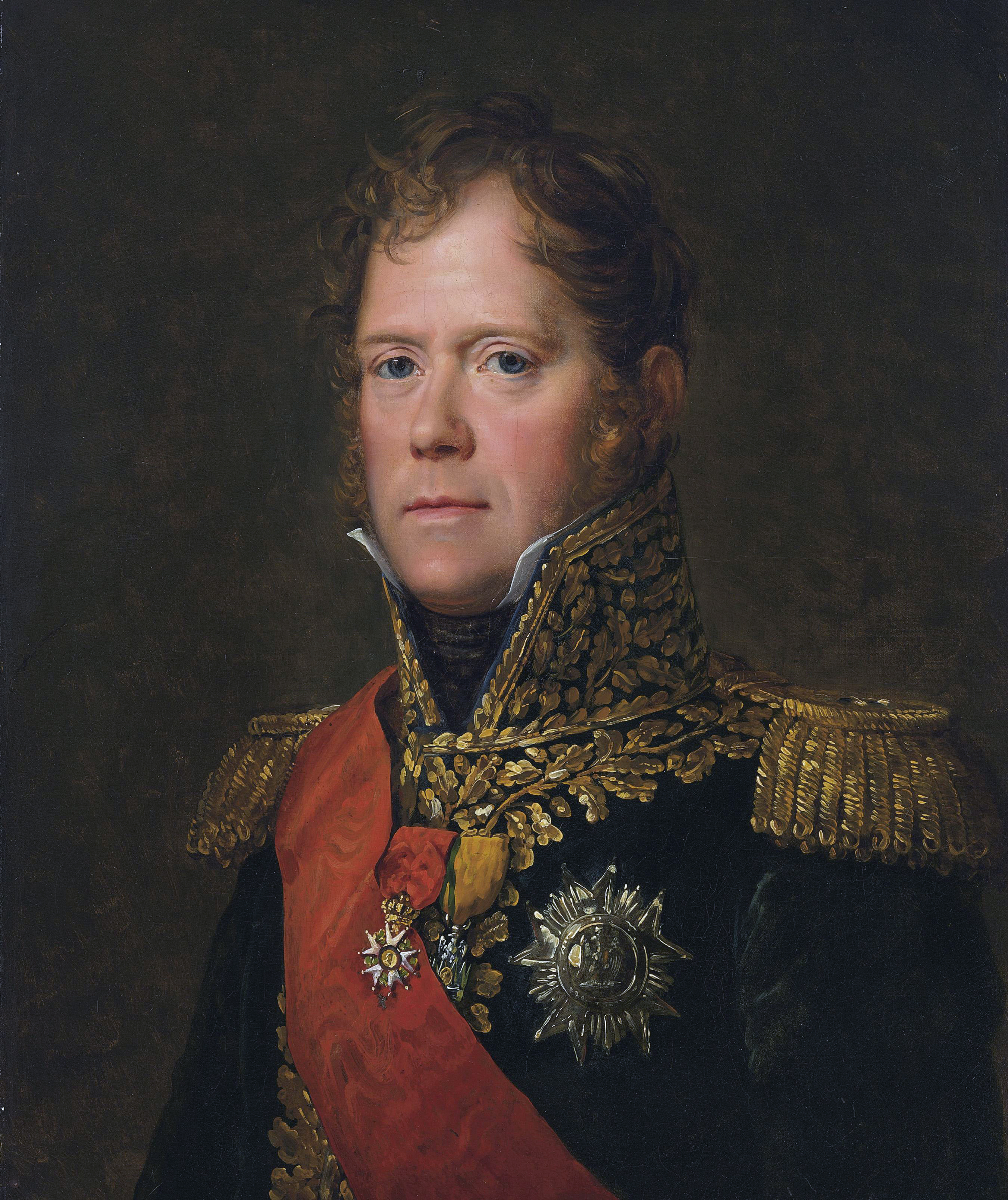
III corpo d'armata, maresciallo Michel Ney
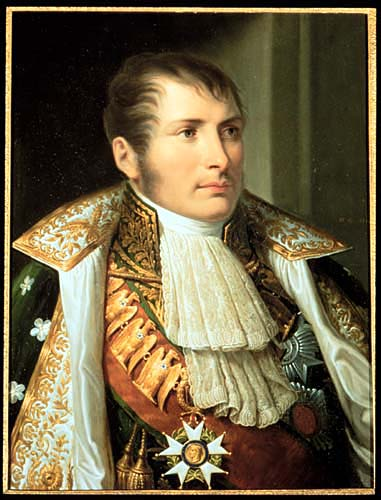
IV corpo d'armata, principe Eugenio di Beauharnais
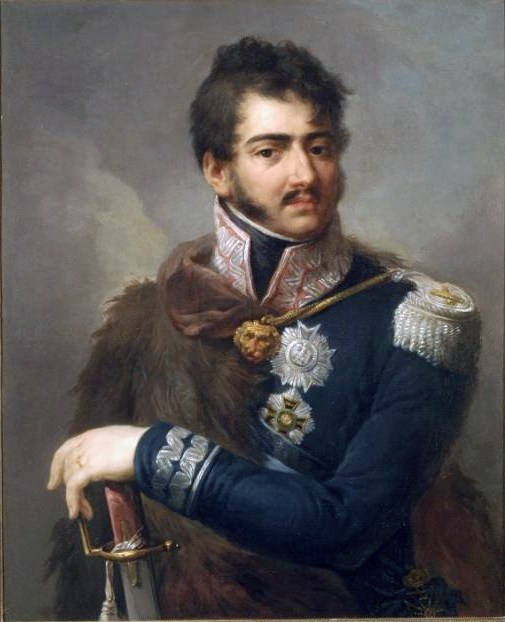
V corpo d'armata, principe Józef Poniatowski
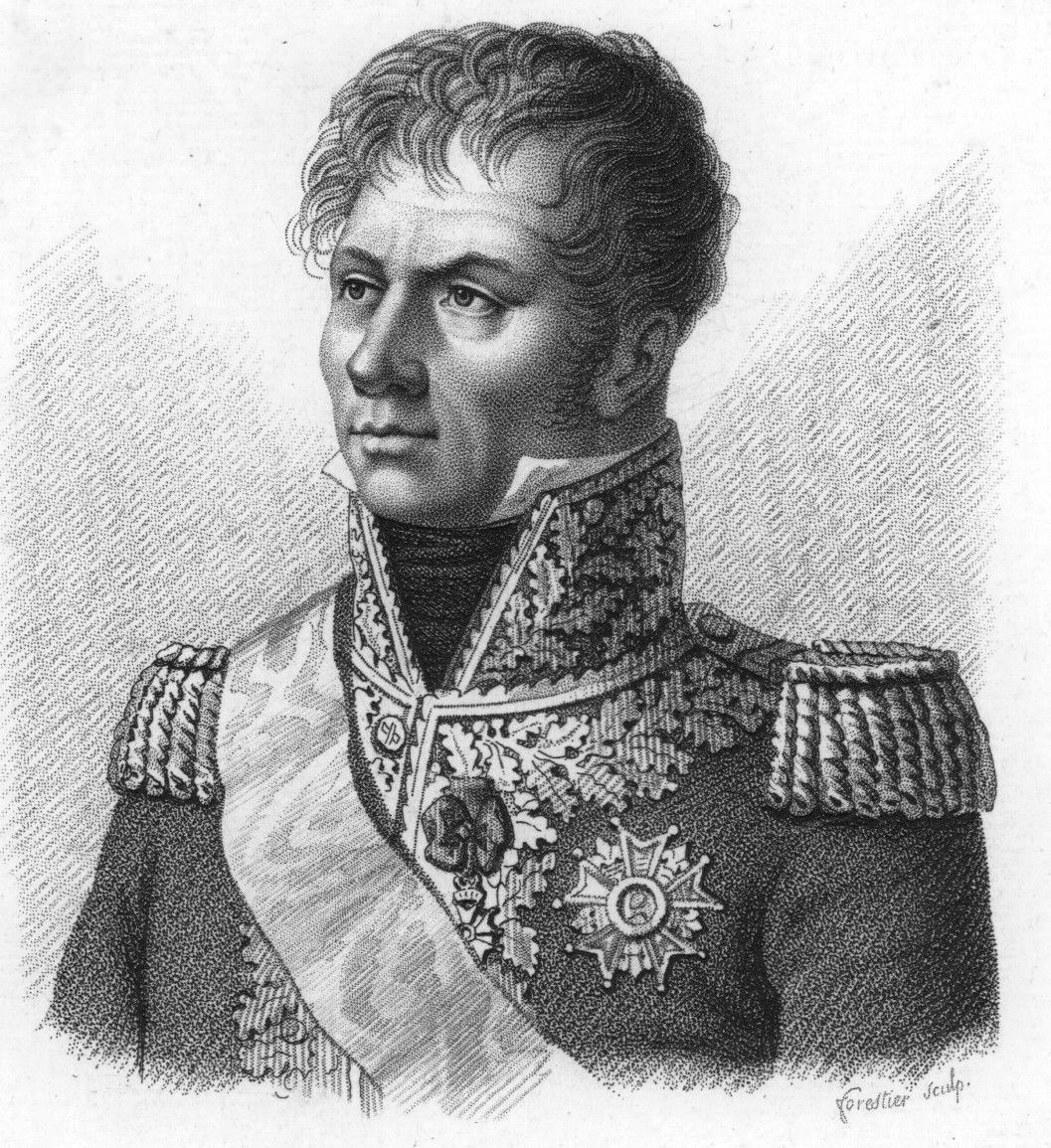
VI corpo d'armata, generale Laurent de Gouvion-Saint-Cyr
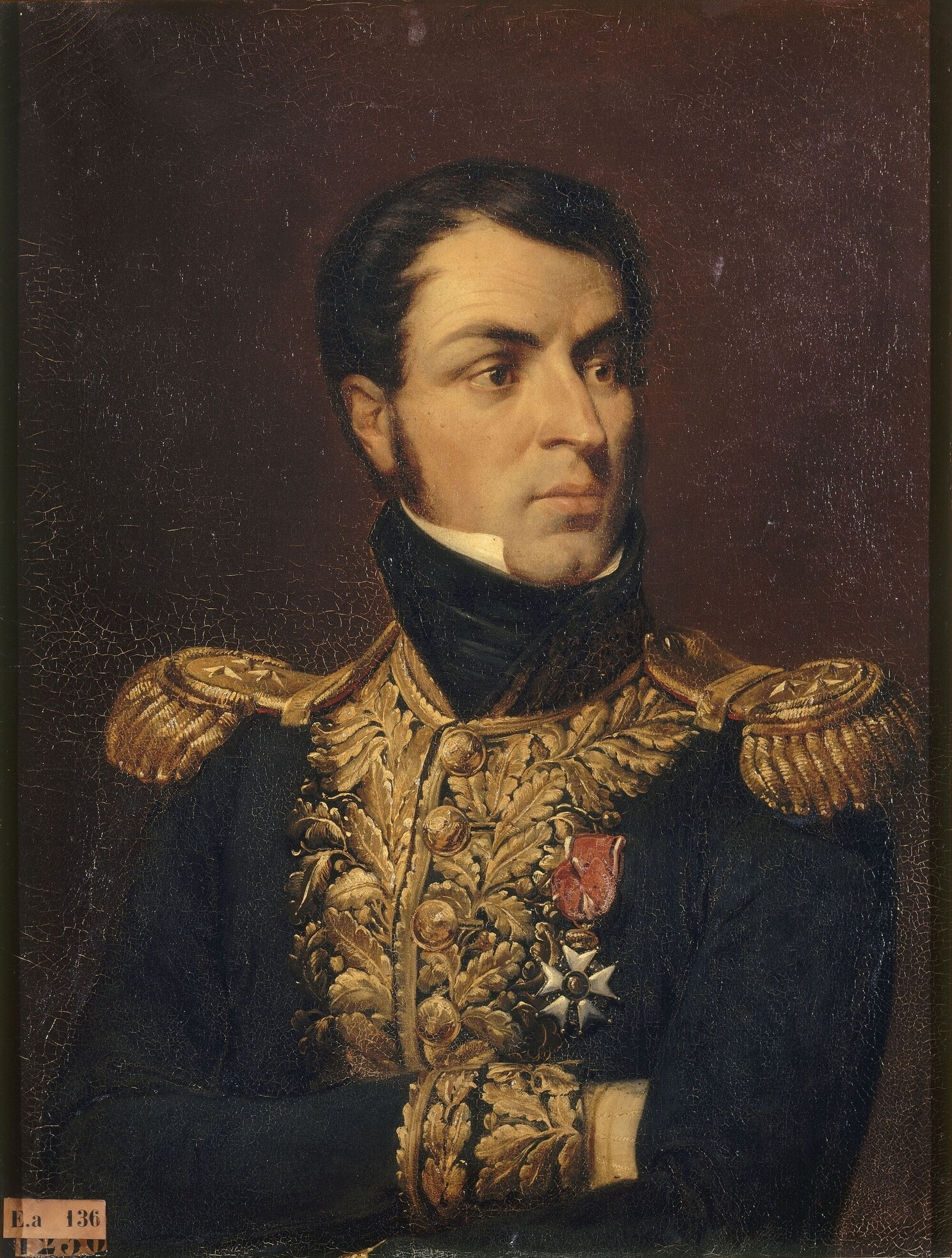
VII corpo d'armata, generale Jean Reynier
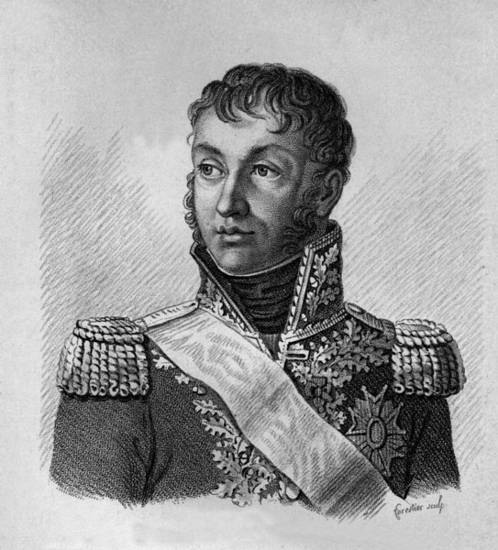
VIII corpo d'armata, generale Jean-Andoche Junot
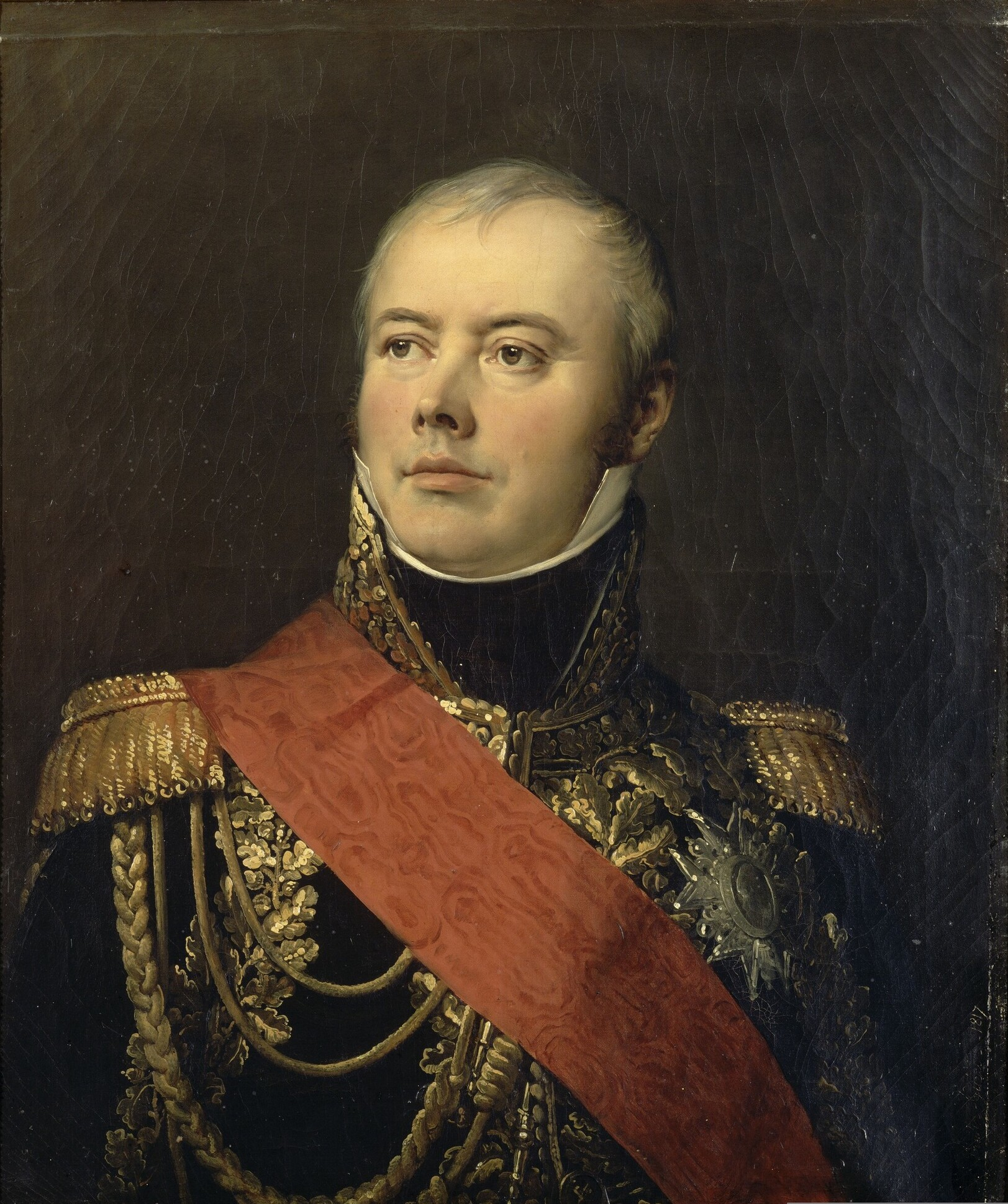
X corpo d'armata, maresciallo Étienne Macdonald
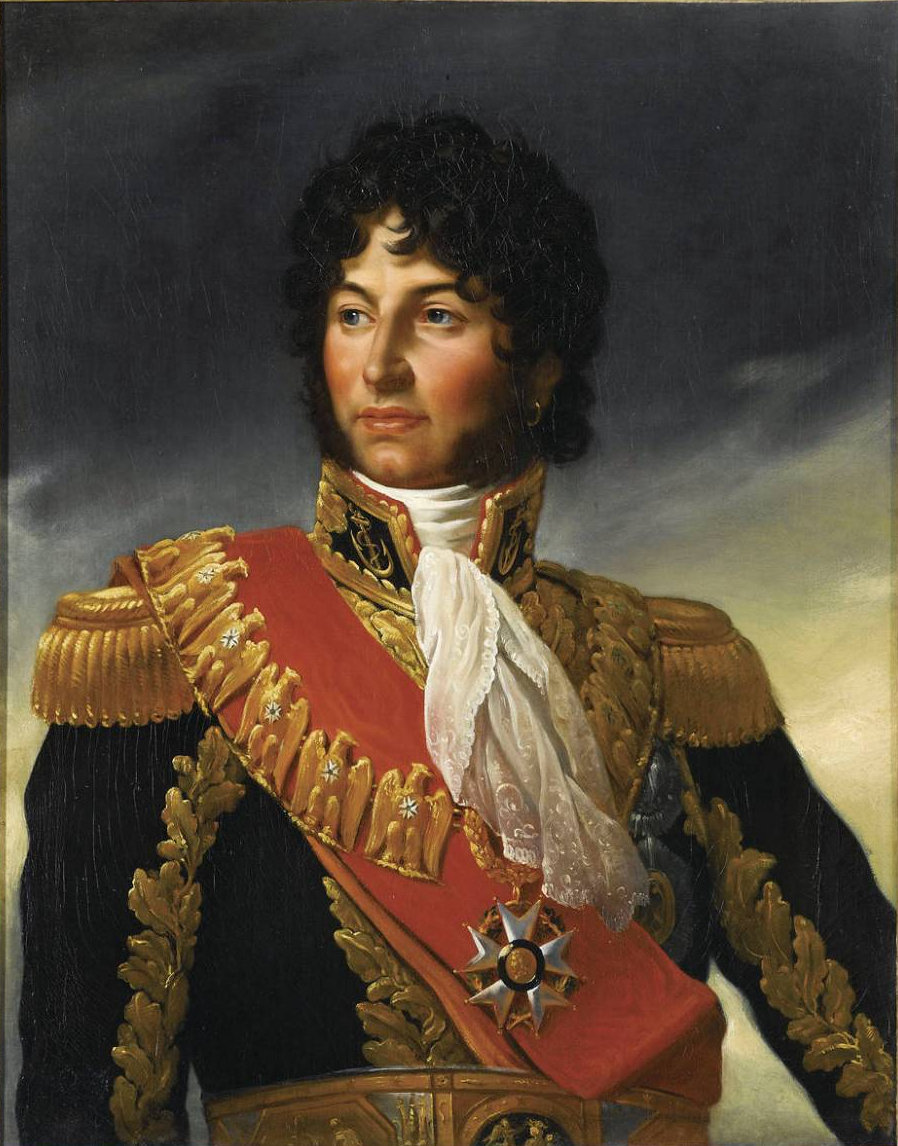
Riserva di cavalleria, re di Napoli, maresciallo Gioacchino Murat

### Forze di riserva in Polonia e in Germania

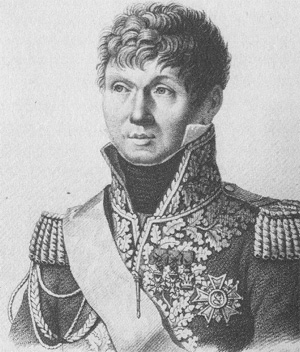
IX corpo d'armata, maresciallo Claude Victor
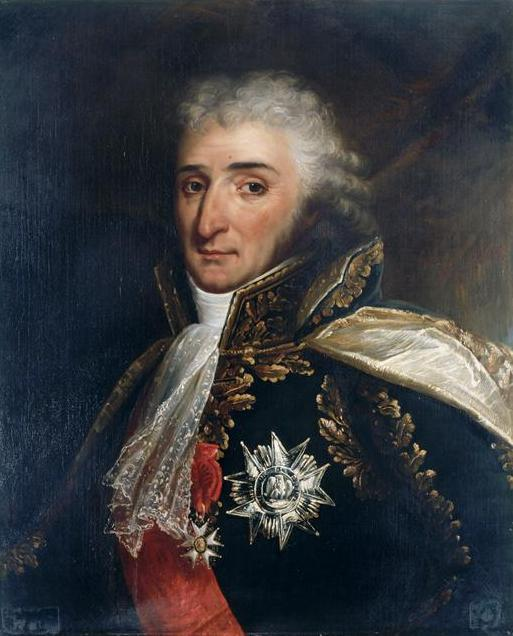
XI corpo d'armata, maresciallo Pierre Augereau